# Rachicerus tenuiculus
Rachicerus tenuiculus är en tvåvingeart som beskrevs av Akira Nagatomi 1970. Rachicerus tenuiculus ingår i släktet Rachicerus och familjen vedflugor. Inga underarter finns listade i Catalogue of Life.